# Karel III van Monaco
Karel III Honorius Grimaldi (Parijs, 8 december 1818 - Château de Marchais (Marchais), 10 september 1889) was van 20 juni 1856 tot zijn dood vorst van Monaco.
Als zoon van vorst Florestan I en prinses Caroline nam hij na diens dood in 1856 de regering van het vorstendom Monaco op zich. Teneinde zijn vrijwel lege schatkist te vullen besloot hij een casino te bouwen, daar in Frankrijk elke vorm van roulette sinds het bewind van Lodewijk Filips verboden was. In 1858 werd begonnen met de bouw van het Casino des Spélugues en enige hotels. Zijn moeder, de vorstin-weduwe Caroline had een grote rol achter de schermen van zijn regering.
In 1846 was hij in het huwelijk getreden met Antoinette de Mérode. Het echtpaar kreeg één zoon, die Karel in 1889 zou opvolgen: Albert I van Monaco. Antoinette bracht een aanzienlijke bruidsschat in. Ze stierf in 1864.
Karel verkocht in 1861 de rechten op de plaatsen Menton en Roquebrune-Cap-Martin - die zich in 1848 hadden afgescheiden - aan Frankrijk tegen een vergoeding van 4 miljoen frank en de belofte dat er een spoorlijn naar Monaco zou worden aangelegd. Dit is het Frans-Monegaskisch verdrag van 1861. Met dit verdrag kwam er een einde aan het protectoraat van het koninkrijk Sardinië waar Monaco sinds 1815 onder stond. Karel werd nu absoluut monarch, maar plaatste zich vrijwillig onder Franse bescherming. Aangezien aan Franse kant geen vorst meer de titel kon schenken van hertog van Valentinois (zoals aan alle voorgangers Grimaldi) kwam deze titel voortaan onder Monegaskisch recht. Dit wil zeggen de vorst van Monaco noemde zichzelf hertog van Valentinois.
Het casino kwam pas na de aanleg van de beloofde spoorlijn tot grote bloei. De wijk rondom het casino werd in 1866 Monte Carlo gedoopt. Karel verdiende aan het casino een fortuin, sloot een tolunie met Frankrijk en boorde later door het uitgeven van eigen postzegels - bij verzamelaars geliefd - nog een lucratieve inkomstenbron aan. Hij stierf in 1889 en werd opgevolgd door zijn zoon Albert I.

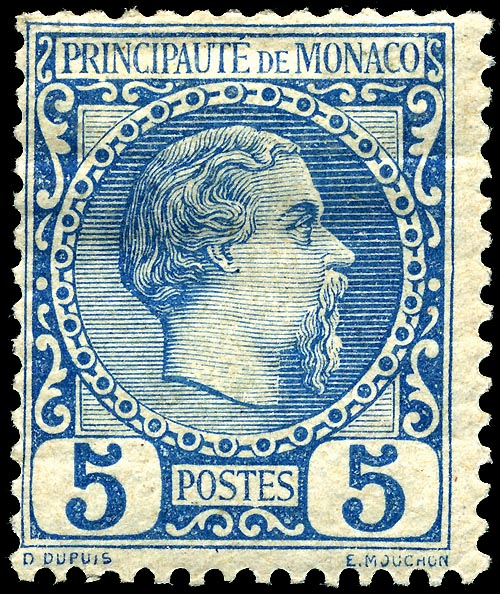
Postzegel van Monaco met het portret van Karel III (1885)

Reinier I · Karel I, Anton, Reinier II en Gabriël · Lodewijk en Jan I · Lodewijk · Ambrosius en Jan I · Jan I · Catalanus · Claudine · Lambert · Jan II · Lucianus · Augustinus · Honorius I · Karel II · Hercules · Honorius II · Lodewijk I · Anton I · Louise Hippolyte · Jacobus I · Honorius III · Honorius IV · Honorius V · Florestan I · Karel III · Albert I · Lodewijk II · Reinier III · Albert II